# Inquisitor nodicostatus
Inquisitor nodicostatus é uma espécie de gastrópode do gênero Inquisitor, pertencente a família Pseudomelatomidae.